# Sillamäe (stacja kolejowa)
Sillamäe – towarowa stacja kolejowa w pobliżu miejscowości Sillamäe, w prowincji Virumaa Wschodnia, w Estonii. Obsługuje port morski Sillamäe.
Stacja jest w stanie obsłużyć do 12 mln ton ładunków rocznie.